# يحيى بيازي
يحيى بيازي (مواليد 1978) هو ممثل وراقص شاب خريج المعهد العالي للفنون المسرحية بدمشق قسم التمثيل دفعة 2005 خلال العرض المسرحي حلم ليلة صيف إخراج فايز قزق وقد جسد شخصية (باك). شارك بالعديد من المسلسلات.

## من المسلسلات
- بواب الريح - إخراج المثنى صبح
- التغريبة الفلسطينية - إخراج : حاتم علي
- ذكريات الزمن القادم - إخراج : هيثم حقي
- هولاكو - إخراج : باسل خطيب
- المارقون - إخراج : نجدت أنزور
- أهل الغرام - إخراج : الليث حجو
- ندى الأيام - إخراج : هيثم حقي
- الظاهر بيبرس - إخراج : محمد عزيزية
- ملوك الطوائف - إخراج : حاتم علي
- على طول الأيام - إخراج : حاتم علي
- رياح الخماسين
- أهل الراية 2 بدور مالك
- هيك تجوزنا
- صبايا 3
- طالع الفضة
- عمل مخرج منفذ في فيلم علاقات شائكة - إخراج : عمرو علي
- سقف العالم - إخراج نجدت أنزور
- قمر بني هاشم - إخراج محمد الشيخ نجيب بدور الصحابي سلمان الفارسي
- رايات الحق - إخراج محمود الدوايمة
- أبو جانتي ملك التاكسي الجزئين الأول و الثاني
- باب الحارة - بدور خاطر في الجزء السادس حتى التاسع
- طوق البنات بدور ناصر
- قمر شام
- غيوم عائلية سوبر فاميلي الجزء الثاني بدور فؤاد
- تحت المداس بدور شرارة
- سايكو بدور نايف